# Rob Shearer
Rob Shearer (* 19. Oktober 1976 in Kitchener, Ontario) ist ein kanadischer Eishockeyspieler, der zuletzt beim EC VSV in der Österreichischen Eishockeyliga unter Vertrag stand.

## Karriere
Rob Shearer begann seine Karriere als Eishockeyspieler bei den Windsor Spitfires, für die er von 1993 bis 1996 in der kanadischen Top-Juniorenliga Ontario Hockey League aktiv war. In diesem Zeitraum erhielt er am 5. Oktober 1995 einen Vertrag als Free Agent bei der Colorado Avalanche, für die er in der Saison 2000/01 sein Debüt in der National Hockey League auf dem Eis stand, in denen er punkt- und straflos blieb. Die restliche Zeit in den fünf Jahre von 1996 bis 2001, in denen der Center im Franchise der Colorado Avalanche aktiv war, verbrachte er bei deren Farmteam aus der American Hockey League, den Hershey Bears, mit denen er in der Saison 1996/97 den Calder Cup gewann. Im Sommer 2001 wechselte Shearer nach Europa, wo er zunächst ein Jahr lang für den amtierenden finnischen Meister TPS Turku in der SM-liiga auflief, ehe er von 2002 bis 2005 für die Eisbären Berlin in der DEL aktiv war. Mit den Eisbären wurde der Kanadier 2004 zunächst vize Meister, ehe er im folgenden Jahr mit den Hauptstädtern die Meisterschaft gewann. Im Anschluss an diesen Erfolg schloss sich der ehemalige NHL-Spieler dem EHC Linz aus der Österreichischen Eishockeyliga an, für den er bis 2011 spielte.
Im Sommer 2011 kehrte er nach Nordamerika zurück und erhielt einen Vertrag bei den Reading Royals aus der ECHL. Im Januar 2012 bat er um Vertragsauflösung und kehrte nach Europa zurück, wo er vom EC VSV verpflichtet wurde.

## Erfolge und Auszeichnungen
- 1997 Calder-Cup-Gewinn mit den Hershey Bears
- 2004 Deutscher Vizemeister mit den Eisbären Berlin
- 2005 Deutscher Meister mit den Eisbären Berlin

## Statistik
(Stand: Ende der Saison 2010/11)